# David Beaton
David Beaton, född omkring 1494, död 1546, var en skotsk romersk-katolsk biskop. Han var brorson till ärkebiskop James Beaton (1473–1539) och farbror till ärkebiskop James Beaton (1517–1603).
Beaton, som tillhörde en till Skottland inflyttad fransk familj, spelade som kyrkoman och diplomat en framträdande roll, blev kardinal 1538 samt 1539 ärkebiskop av S:t Andrews och kyrkans primas. Beaton var en av de skotska protestanternas hätskaste förföljare och skaffade sig under Maria Stuarts minderårighet under earlens av Arran regentskap ett stort inflytande, särskilt sedan han 1543 uppnått kanslersvärdigheten. Han genomdrev, att flera framstående protestanter blev avrättade, bland andra George Wishart, men blev själv offer för en sammansvärjning och mördades.